# Пим, Дик
Ри́чард Ге́нри Пим (англ. Richard Henry Pym; 2 февраля 1893 — 16 сентября 1988), более известный как Дик Пим (англ. Dick Pym) — английский футболист,  вратарь. Наиболее известен по своим выступлениям за клуб «Болтон Уондерерс» в 1920-е годы.

## Футбольная карьера
Пим родился в Топшеме, пригороде Эксетера. Он работал в рыбной отрасли, параллельно играя за местные клубы в качестве вратаря. В 1911 году Пим перешёл в «Эксетер Сити». Он провёл за свой клуб подряд 186 матчей в Южной лиге.
В 1916 году Пим вступил в девонширский полк и в ходе Первой мировой войны служил в качестве инструктора по физподготовке. 
После войны он вернулся в «Эксетер Сити». В июле 1921 года Чарльз Фауэрекер, главный тренер клуба «Болтон Уондерерс», купил Пима в свой клуб за £5000. На тот период это была рекордная сумма для вратаря. 
В 1923 году «Болтон» дошёл до финала Кубка Англии, в котором «Болтон» встретился с «Вест Хэмом». Пим сыграл в этом матче, сохранив свои ворота «сухими», а «Болтон» выиграл со счётом 2:0.
28 февраля 1925 года Пим сыграл свой первый матч за сборную Англии в матче против сборной Уэльса: англичане одержали победу со счётом 2:1. 4 апреля того же года он сыграл против сборной Шотландии, в котором Англия выиграла со счётом 2:0. Свой третий и последний матч за сборную Англии Пим провёл 1 марта 1926 года, когда англичане проиграли валлийцам со счётом 1:3.
В 1926 году Пим выиграл Кубок Англии, когда «Болтон» обыграл в финале «Манчестер Сити» благодаря голу Дэвида Джека. В 1929 году он выиграл свой третий Кубок Англии: в финальном матче «Болтон» победил «Портсмут» со счётом 2:0. Таким образом, Пим стал первым вратарём, сохранившим ворота «сухими» на протяжении трёх финалов Кубка Англии.
После сезона 1930/31 Джек ушёл из «Болтона», сыграв за клуб в общей сложности 336 матчей.
После завершения карьеры игрока Пим продолжил работать в рыбной отрасли. При этом он часто надевал футболки, в которых он играл за «Болтон» в финальных матчах Кубка Англии. Пим объяснял это так: «Ну, это были просто футболки, поэтому я снял с них логотипы и надевал, отправляясь на рыбалку». Многие игроки в то время так же относились к своим памятным футболкам, хотя они являются предметом большого интереса со стороны коллекционеров, готовых заплатить за них приличные деньги.
Дик Пим умер 16 сентября 1988 года в возрасте 95 лет, став самым долгоживущим игроком сборной Англии в истории.

## Достижения
Болтон Уондерерс
- Обладатель Кубка Англии (3): 1923, 1926, 1929